# ذا ليجند أوف زيلدا: تراي فورس هيروز
ذا ليجند أوف زيلدا: تراي فورس هيروز (باليابانية:  ゼルダの伝説 トライフォース3銃士، زيرودا نو دينسيتسو: تورايفوسو سان جوشي، أسطورة زيلدا: فرسان الترايفورس الثلاثة) هي لعبة أكشن-مغامرات طورت من قبل فريق نينتندو للترفيه والتخطيط والتطوير وغريزو وأطلقت على نظام نينتندو 3دي إس المحمول. وهي اللعبة الثامنة عشرة من سلسلة أسطورة زيلدا وهي تتمة مباشرة للعبة وصلة بين عالمين وأعلن عنها في معرض الترفيه الإلكتروني 2015 وأصدرت في جميع أنحاء العالم في أكتوبر عام 2015.